# フロリン・ラドチョウ
フロリン・ラドチョウ（Florin Răducioiu, 1970年3月17日 - ）は、ルーマニアの元サッカー選手。ポジションはフォワード（センターフォワード）。ゲオルゲ・ハジとともに90年代のルーマニアを代表するサッカー選手であり、ヨーロッパの5大リーグすべてでプレーした史上初の選手である。

## 経歴

### クラブ
ラドチョウは1985年にディナモ・ブカレストで選手経歴を開始した。当時のディナモの監督ミルセア・ルチェスクは、若手育成に実績のある指導者であり、ラドチョウが17歳のときにトップチームへと昇格させた。1980年代当時のルーマニア国内はステアウア・ブカレストが全盛期にあり、国内のタイトルを独占していたが、ディナモはこれに対抗出来るクラブであった。
ディナモでは1988-89シーズンのUEFAカップウィナーズカップ準々決勝進出（イタリアのサンプドリアに敗退）、翌1989-90シーズンにはUEFAカップウィナーズカップ準決勝進出（ベルギーのRSCアンデルレヒトに敗退）、国内ではリーグとカップの二冠に貢献し、ルーマニア国内において著名な選手の一人となった。
1990年からはイタリアへ活躍の場を移し、バーリ、エラス・ヴェローナと渡り歩いた後に、ブレシア・カルチョへ移籍すると、1992-93シーズンに13得点を記録し注目を集めた。この活躍により翌1993-94シーズンに強豪のACミランへレンタル移籍を果たしたが、選手層の厚いミランでは出場機会を掴むことが出来なかった。インターコンチネンタルカップのサンパウロ戦では先発起用されたが、活躍出来ず、以降殆ど起用されないままシーズンを終えた。公式戦12試合4ゴールを記録しただけに終わった。
1994年からはスペインのRCDエスパニョールへ移籍し、2シーズンプレーした。1996年にハリー・レドナップ監督が獲得を希望し、イングランドのウェストハム・ユナイテッドFCへ移籍したが。ピッチ内外でイングランドへの適応に苦しみ、レドナップ監督との仲違いもあり、12試合で3得点と成功出来ずに終わった。翌1997年1月に再びエスパニョールへ復帰し3シーズンで56試合に出場し19得点を記録した。その後は、フランスのASモナコやドイツのVfBシュトゥットガルトなどを渡り歩いたが、ルーマニア国内やイタリア、スペイン時代のような結果を残すことは出来ず、2004年に現役を引退した。

### 代表
ルーマニア代表としては1988年に代表デビューを飾ると、翌1990年のFIFAワールドカップ・イタリア大会代表メンバーに選出され、3試合に出場したが無得点に終わった。1994年のFIFAワールドカップ・アメリカ大会では、1次リーグ初戦のコロンビア戦で2得点、準々決勝のスウェーデン戦で2得点の合計4得点を記録した。
1996年のUEFA EURO '96では1次リーグのスペイン戦で1得点を記録した。しかし、1次リーグ敗退に終わった。ラドチョウはルーマニア代表通算40試合に出場し21得点を記録した。